# Bugholz

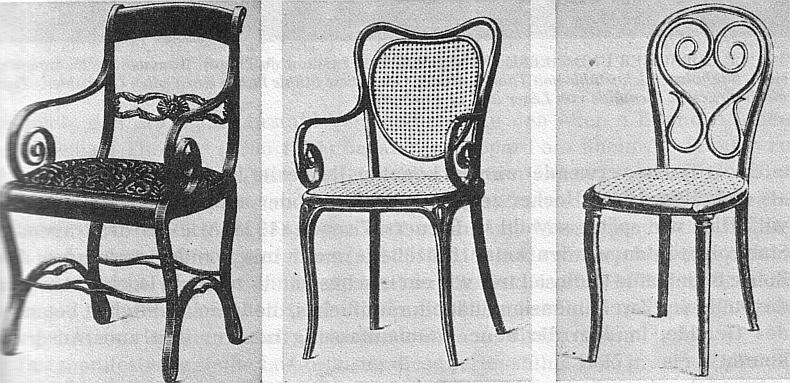
Bugholzstühle von Michael Thonet um 1850

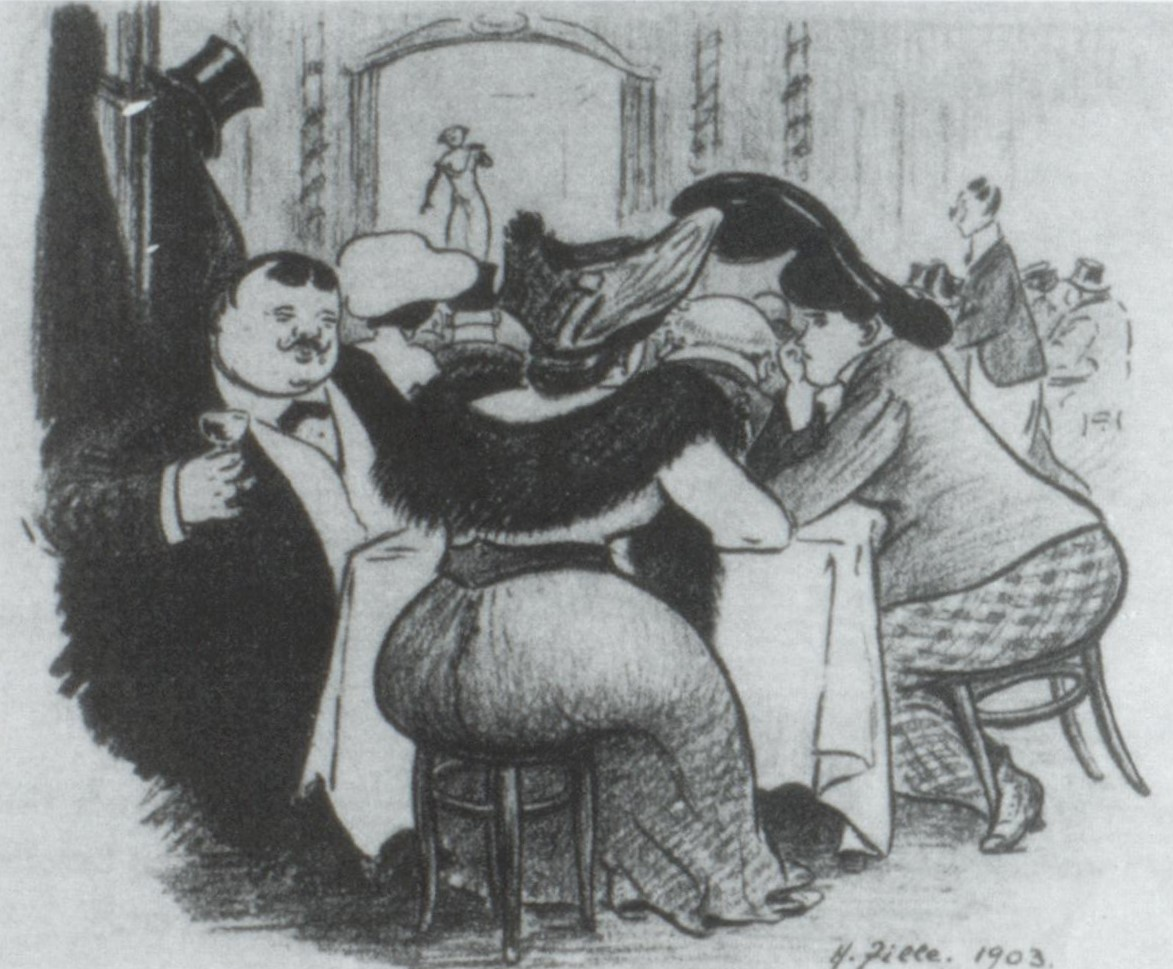
Heinrich Zille: In der Silbernen Punschterrine Berlin (1903)

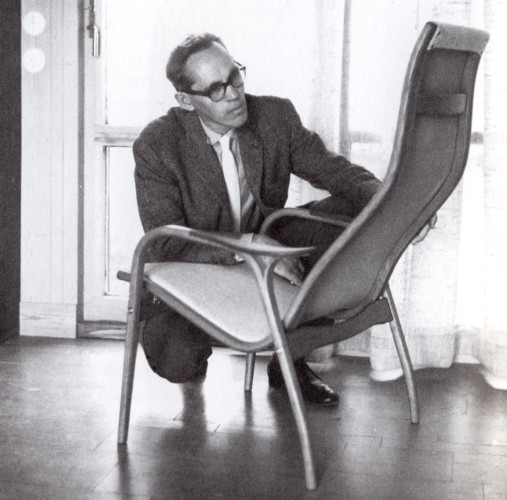
Yngve Ekström mit seiner Schöpfung Lamino 1956

Bugholz ist Vollholz, das mittels eines von Michael Thonet um 1830 entwickelten Verfahrens unter Wasserdampf gebogen wurde. Bugholz, meist Ahorn- oder Buchenholz, wird insbesondere zu Stühlen verarbeitet.
Ein ähnliches Verfahren kannten bereits die indigenen Völker der Nordwestküstenkulturen Nordamerikas und der Aleuten, die es zur Herstellung von Kanus, Masken, Hüten und Särgen verwendeten. Grundlage war Zedernholz.
Ab 1830 begann Thonet mit Versuchen, aus verleimten und gebogenen Holzleisten Möbel herzustellen. 1836 gab es mit dem Bopparder Schichtholzstuhl einen ersten Erfolg. Im Jahr 1867 begann die Firma Jacob & Josef Kohn eine Kampagne, die Thonet zur Aufgabe seiner Patentrechte bewegen sollte. 1869 verzichtete Thonet auf seine Rechte, und Kohn nahm in der Folge die Produktion von Bugholzmöbeln auf.

## Herstellungsmethode
Normalerweise bricht beim Biegen von Holz die Außenseite (= Zugseite). Durch die Verwendung eines Zugbandes wird die Dehnung der Außenzonen begrenzt, dafür wird aber die Innenzone (= Druckzone) stärker gestaucht. Vorher muss allerdings das Lignin des Holzes durch Wasserdampf oder durch Kochen erweicht werden. Nach dem Biegen müssen die Formteile eingespannt getrocknet werden, um eine Rückstellung zu vermeiden. Der Vorteil des Biegens besteht darin, dass kaum Holzverlust auftritt (im Gegensatz zu Verfahren wie Fräsen o. ä.) und trotz dünner Querschnitte und relativ engen Radien eine hohe Festigkeit der Formlinge erreicht wird.
Bei Bugholzverleimung werden dünne Holzschichten verleimt und dann in eine Form gebogen. Diese modernere Methode erlaubt, Sitzmöbel freischwingend zu konstruieren und wird u. a. häufig bei skandinavischen Möbeln verwendet. Das fertige Material nennt sich auch Formholz oder, wenn die Faserrichtung der Furnierlagen jeweils um 90° versetzt verleimt wird, Formsperrholz.

## Anwendungsbereiche
Bugholz wurde für die Fertigung von Stühlen, Schaukelstühlen, Sofas, Klaviersesseln usw. eingesetzt. Im 20. Jahrhundert wurde das Verfahren mit Bugholzverleimung von skandinavischen Designern wie Alvar Aalto, Bruno Mathsson und Yngve Ekström wieder aufgenommen.